# Foulard (Maschine)

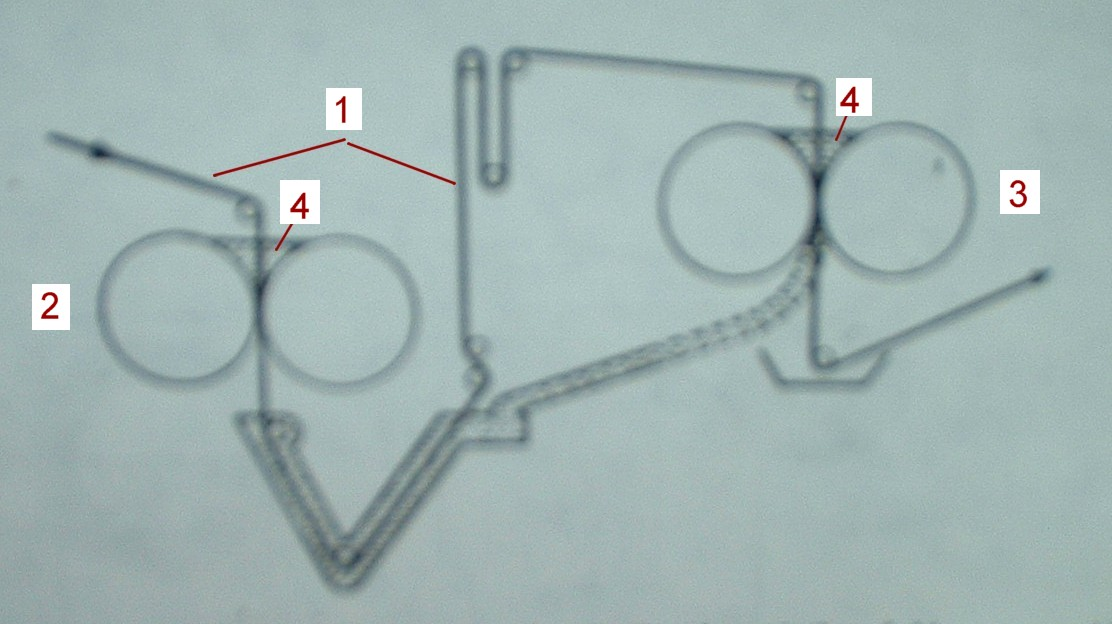
Foulard Schematisch

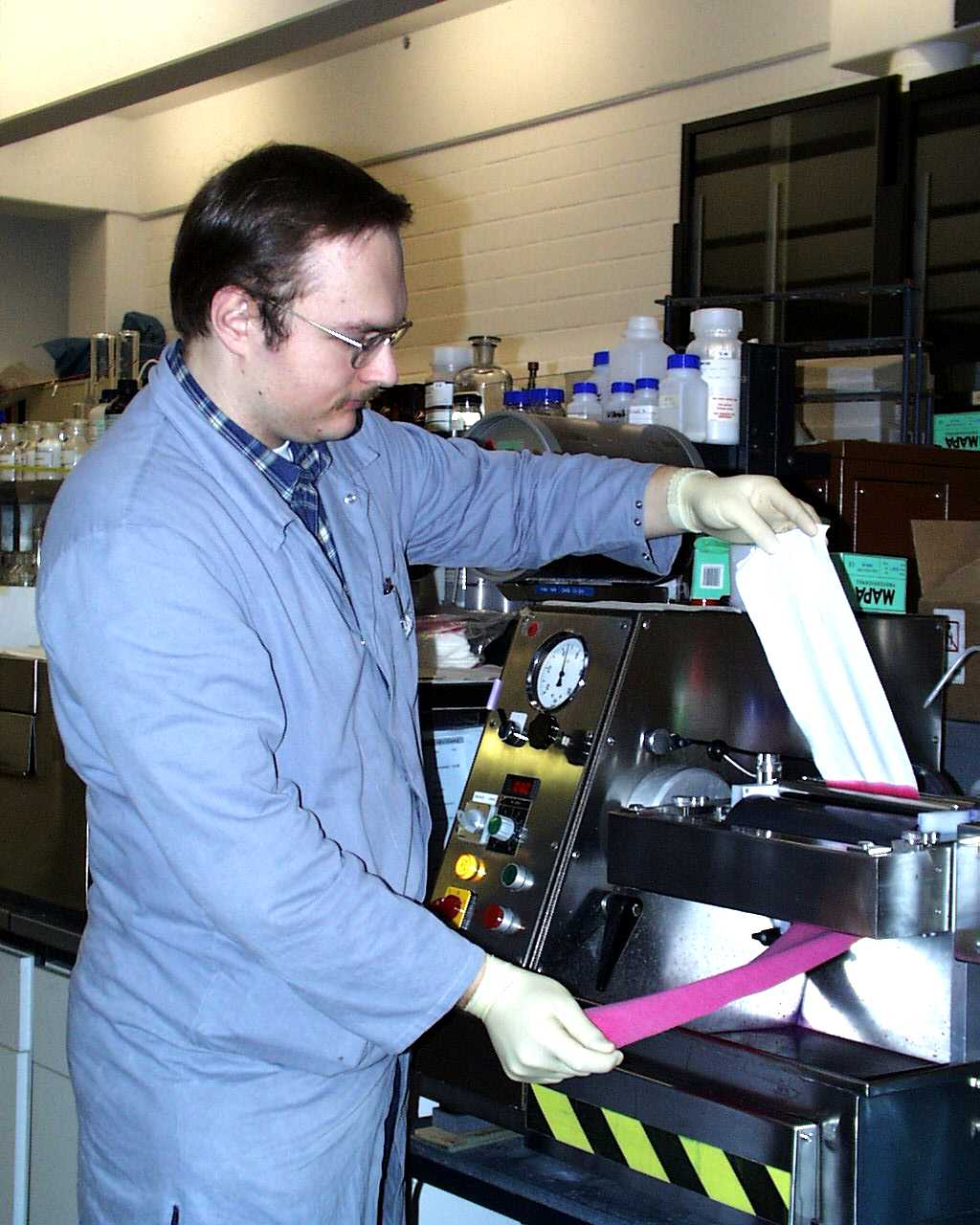
Laborfoulard beim definierten Abquetschen einer Färbeflotte

Ein Foulard [fu'la:r; der; französisch] ist eine Maschine, die in allen Stufen der Textilveredlung benötigt wird.
Der Foulard wird auch als Breitfärbe-, Padding- oder Klotzmaschine bezeichnet. Er dient zum gleichmäßigen Auftragen von Chemikalien (Flotte) oder Farbstoffen auf breitlaufende Stoffbahnen, wie z. B. Gewebe und Gewirke oder auch nur zum Entwässern, d. h. zum Abquetschen anhaftenden Wassers, was beim anschließenden Trocknen Energiekosten spart.
Foulards bestehen aus einem System von zwei oder mehr Walzen und einem Trog (Chassis) zur Aufnahme der anzuwendenden Flotte. Bei horizontal nebeneinander liegenden Walzen kann man auch auf einen Trog verzichten, da sich die Flotte auch in dem durch die Walzen ausgebildeten Zwickel befinden kann. Die Walzen sind mit einem gegen Chemikalien beständigen Kunststoff oder Kautschuk überzogen und weisen unterschiedliche Härtegrade auf. Der Druck der Walzen gegeneinander und damit der Abquetscheffekt/Flottenaufname (engl. pick-up) wird pneumatisch gesteuert.